# 白崎嘉昭
白崎 嘉昭（しらさき よしあき）は、東京慈恵会医科大学医学部教授。

## 経歴
- 1971年 - 成蹊大学文学部文化学科卒業
- 1976年 - 上智大学大学院文学研究科修了（ドイツ文学）
- 現在は、東京慈恵会医科大学医学部・初修外国語研究室（旧 ドイツ語研究室）教授

## 所属学会
- 日本独文学会
- スイス文学研究会
- 日本ディルタイ協会

## 著書
- 1997年 - H.A.ツィーグラー『アジアのバニーゼ姫』（翻訳並びに解説）行路社
- 1998年 - 現代スイス文学三人集（翻訳並びに解説）行路社